# Provinciaal gerechtshof in Overijssel

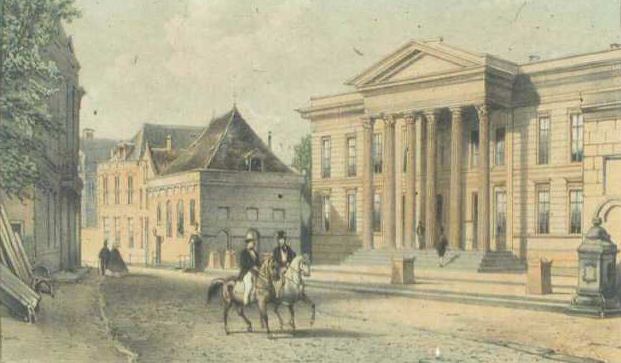
Het provinciaal gerechtshof aan de Blijkmarkt rond 1850

Het provinciaal gerechtshof in Overijssel was van 1838 tot 1876 een van de provinciale hoven in Nederland. Het hof had zijn zetel in het Paleis van Justitie aan de Blijmarkt in  Zwolle. Het rechtsgebied van het hof kwam overeen met de provincie Overijssel en was verdeeld in drie arrondissementen: Zwolle, Deventer en Almelo en dertien kantons.
Toen in 1876 de provinciale hoven werden opgeheven verloor Overijssel zijn hof. Het oostelijke gerechtshof werd gevestigd in Arnhem. 